# Martin Casier

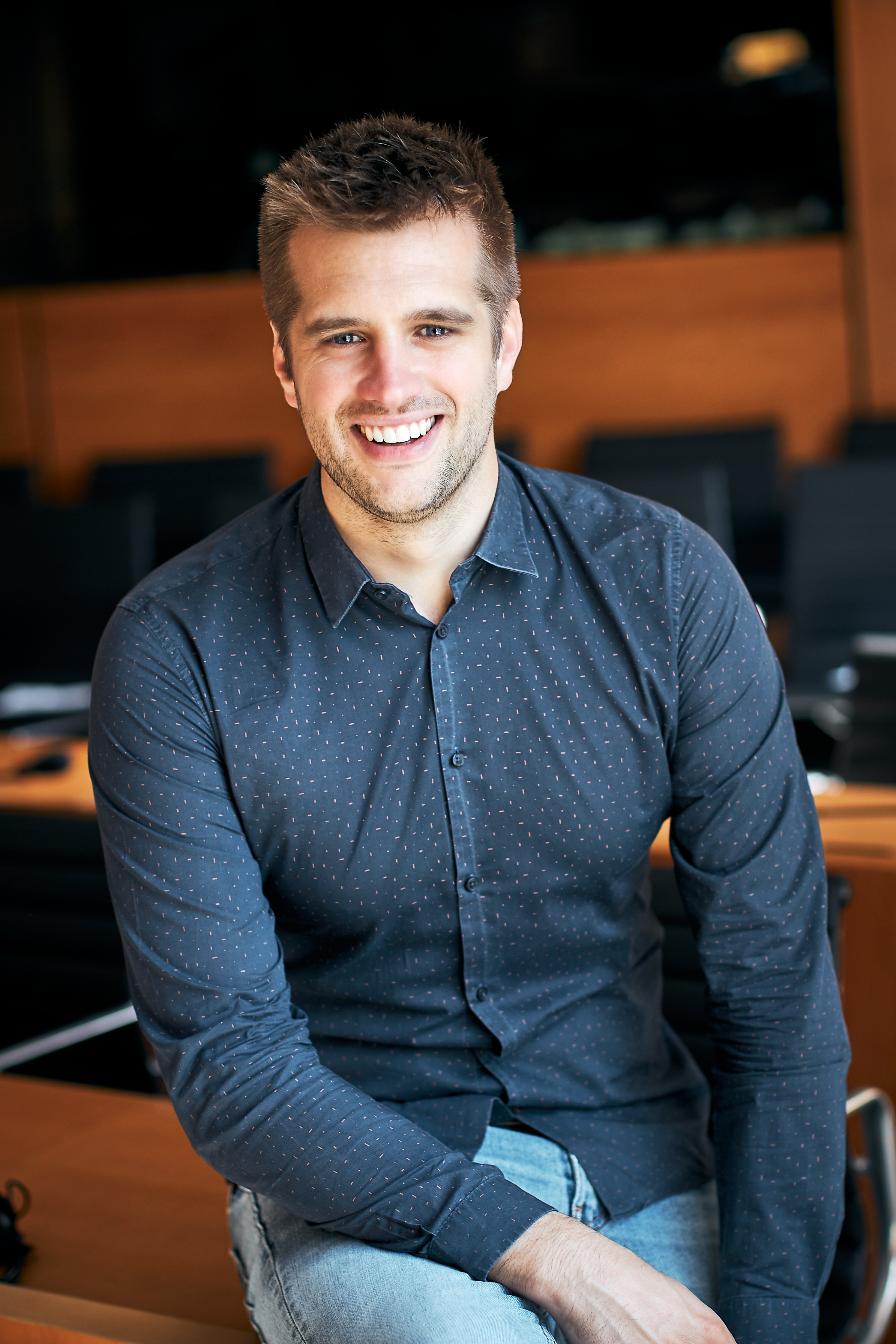
Martin Casier

Martin Casier (Ukkel, 3 februari 1987) is een Belgisch politicus voor de PS.

## Levensloop
Casier volgde middelbare studies aan het Lyceum Emile Jacqmain in Brussel en studeerde daarna natuurkunde aan de ULB. In 2010-2011 werkte hij korte tijd als leraar wiskunde aan zijn vroegere middelbare school en nadien was hij van 2011 tot 2015 doctoraatsstudent in de astrodeeltjesfysica aan de Vrije Universiteit Brussel. 
Tijdens zijn studententijd was hij voorzitter van de Cercle des Sciences, een vereniging voor studenten uit wetenschappelijke richtingen en zetelde hij vanaf 2010 als afgevaardigde van de faculteit Wetenschappen in de raad van bestuur van de ULB, waarvan hij van 2011 tot 2015 ondervoorzitter was. Nadien was hij van 2015 tot 2017 assistent van de vicerector van de ULB, bevoegd voor studentenzaken, sociaal beleid en institutionele relaties, alsook directeur van het departement voor universitaire diensten. Daarna was hij van 2017 tot 2019 projectverantwoordelijke aan de ULB en de VUB. Vervolgens bleef Casier verbonden aan de ULB als assistent in de natuurkunde. 
Casier sloot zich in 2013 aan bij de PS en was voor het eerst kandidaat bij de Brusselse gewestverkiezingen van mei 2014, waarbij hij niet werd verkozen. Voor de partij is hij sinds de gemeenteraadsverkiezingen van oktober 2018 gemeenteraadslid van Watermaal-Bosvoorde. Sinds oktober 2019 is hij ook ondervoorzitter van de Brusselse federatie van de PS.
Na de Brusselse gewestverkiezingen van mei 2019 kwam Casier in het Brussels Hoofdstedelijk Parlement terecht als opvolger van Philippe Close, die verkoos om het burgemeesterschap van Brussel niet te cumuleren met het mandaat van parlementslid. In juni 2024 werd hij herkozen.
Sinds juni 2019 zetelt hij eveneens in het Parlement van de Franse Gemeenschap. Casier was er van 2019 tot 2024 lid van de commissie Hoger Onderwijs, Wetenschappelijk Onderzoek, Universitaire Ziekenhuizen, Jeugd, Jeugdhulp, Justitiehuizen en Promotie van Brussel, die tot 2023 tevens bevoegd was voor Sport en Onderwijs voor Sociale Promotie. Sinds juli 2024 is hij in het Franse Gemeenschapsparlement fractievoorzitter voor zijn partij. 